# Suchoi P-1
Die Suchoi P-1 (russisch Сухой П-1) war ein Prototyp für einen sowjetischen Abfangjäger.

## Geschichte
1955 wurde das OKB Suchoi aufgefordert, Entwürfe für einen zweisitzigen Abfangjäger mit einem Triebwerk Ljulka AL-9 bzw. mit zwei Triebwerken Klimow WK-11 vorzulegen. Die Entwürfe erhielten die Bezeichnung P1 bzw. P2. 1956 begann die Entwicklung des zweisitzigen experimentellen Deltaflügel-Abfangjägers P-1. Er hatte beiderseits des Rumpfes ovale Lufteinläufe mit konischen verstellbaren Lufteinlaufkegeln. Bis zur vorderen Flügelwurzel war der Rumpf gleich gestaltet wie bei der Su-9. Vor dieser Stelle war der Rumpf eine Neukonstruktion; der Übergang von den zwei Cockpithauben zum Rumpfrücken war fließend. Das Hauptfahrwerk wurde nun nicht mehr komplett in den Flügeln untergebracht, sondern die Hauptfahrwerksräder wurden in den Rumpf eingezogen, vergleichbar mit dem Hauptfahrwerk der MiG-21. Das Bugfahrwerk fuhr nun nach hinten ein und nicht wie bei der Su-9 nach vorn.
Die geplante P-2 war bis auf die zwei Triebwerke identisch mit der P-1. Die Triebwerkseinlässe wären zwar etwas größer ausgefallen, aber in der Formgebung identisch mit denen der P-1, wobei die Rumpfform und das Heck aufgrund der zwei Triebwerke große Ähnlichkeit mit der Su-15 gehabt hätten. Der Erstflug fand am 12. Juli 1957 statt. Da das vorgesehene Ljulka AL-9 mit 100 kN Schub nicht zur Verfügung stand, erhielt die P-1 ein Ljulka AL-7F, war damit aber stark untermotorisiert. Die Probleme mit dem vorgesehenen Triebwerk Ljulka AL-9 führten schließlich zur Einstellung der Flugerprobung.

## Bewaffnung
Ursprünglich waren für die Bewaffnung gegen schwere Bomber und Aufklärer im Flügel entweder je vier ARO-70-FFAR-Trommelstarter mit je acht ungelenkten 70-mm-Raketen ARS-70FFAR oder je vier ungelenkte, drehstabilisierte TRS-85-Raketen vorgesehen. Diese Vorrichtungen hätten den Platz des vorderen Flügeltreibstofftanks und des Hauptfahwerkschachts bei den Su-9-Flügeln eingenommen. Diese Bewaffnung hätte aber die aerodynamischen Eigenschaften des Vorflügels zu stark negativ beeinflusst. Sie wurde darum verworfen und der Platz im Flügel für Treibstoff genutzt. Stattdessen wurde hinter dem Radar, rund um die sich in einem Druckzylinder befindende Radarelektronik, noch vor dem Cockpit eine Sektion mit vier Klappen geschaffen, aus denen pro Öffnung acht ungelenkte Raketen ARS-57FFAR verschossen werden konnten. Die Klappen öffneten sich nach innen und weiter hinten öffneten sich Entlüftungsklappen die die Abgase und Hitze der Raketenmotoren aus dem Flugzeug leiteten. Zur Bekämpfung von agilen Zielen war die P-1 mit je einer Flügelstation ausgerüstet, an die eine K-7-Luft-Luft-Rakete mit halbaktivem Radarsucher oder Infrarotsucher montiert werden konnte. Die einzige gebaute P-1 wurde mit dieser Bewaffnung ausgerüstet. Bei einer Serienversion wäre wie bei der Su-9/Su-11 pro Flügel eine weitere Position für die K-7-Lenkwaffe sowie zwei Positionen unter dem Rumpf für Zusatztanks oder Kanonenbehälter dazugekommen.

## Technische Daten

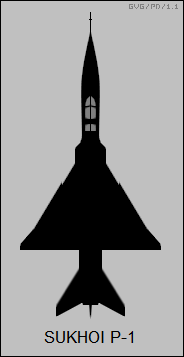

| Kenngröße             | Daten                                                                         |
| --------------------- | ----------------------------------------------------------------------------- |
| Besatzung             | 2                                                                             |
| Startmasse            | 10.600 kg                                                                     |
| Höchstgeschwindigkeit | 2.050 km/h                                                                    |
| Gipfelhöhe            | 19.500 m                                                                      |
| Reichweite            | 2.000 km                                                                      |
| Bewaffnung            | 2 × 37-mm-Kanonen; 2 × Luft-Luft-Lenkraketen; 32 ungelenkte Luft-Luft Raketen |